# Lagrange (Hautes-Pyrénées)
Pour les articles homonymes, voir Lagrange.
Lagrange est une commune française située dans le département des Hautes-Pyrénées, en région Occitanie. Sur le plan historique et culturel, la commune est dans la région gasconne de Magnoac, située sur le plateau de Lannemezan, qui reprend une partie de l’ancien Nébouzan, qui possédait plusieurs enclaves au cœur de la province de Comminges et a évolué dans ses frontières jusqu’à plus ou moins disparaitre.
Exposée à un climat de montagne, elle est drainée par la Baïse, la Baisole et par un autre cours d'eau. La commune possède un patrimoine naturel remarquable composé d'une zone naturelle d'intérêt écologique, faunistique et floristique.
Lagrange est une commune rurale qui compte 255 habitants en 2022, après avoir connu une forte hausse de la population depuis 1975. Elle fait partie de l'aire d'attraction de Lannemezan. .
Ses habitants sont appelés les Lagrangeois.

## Géographie

### Localisation
La commune de Lagrange se trouve dans le département des Hautes-Pyrénées, en région Occitanie.
Elle se situe à 25 km à vol d'oiseau de Tarbes, préfecture du département, à 17 km de Bagnères-de-Bigorre, sous-préfecture, et à 3 km de Lannemezan, bureau centralisateur du canton de la Vallée de la Barousse dont dépend la commune depuis 2015 pour les élections départementales.
La commune fait en outre partie du bassin de vie de Lannemezan.
Les communes les plus proches sont : 
Lutilhous (1,4 km), Péré (3,0 km), Caharet (3,0 km), Lannemezan (3,2 km), Capvern (3,6 km), Bégole (3,7 km), Campistrous (3,8 km), Houeydets (3,8 km).
Sur le plan historique et culturel, Lagrange fait partie de la région gasconne de Magnoac, située sur le plateau de Lannemezan, qui reprend une partie de l’ancien Nébouzan, qui possédait plusieurs enclaves au cœur de la province de Comminges et a évolué dans ses frontières jusqu’à plus ou moins disparaitre.

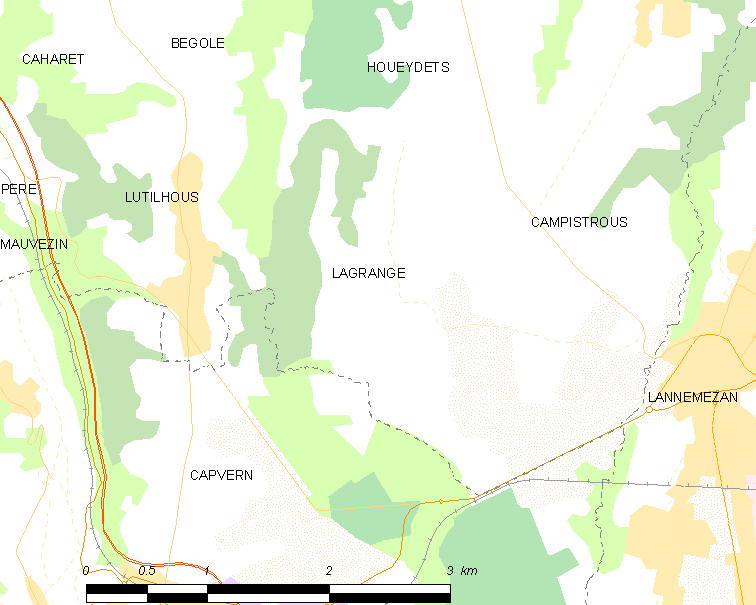
Carte de la commune de Lagrange et des proches communes.

|           | Houeydets |             |
| Lutilhous | Lagrange  | Campistrous |
|           | Capvern   |             |

### Hydrographie
La commune est dans le bassin versant de la Garonne, au sein du bassin hydrographique Adour-Garonne. Elle est drainée par le Baïse, la Baisole et par un petit cours d'eau, constituant un réseau hydrographique de 4 km de longueur totale,.
La Baïse, d'une longueur totale de 187,6 km, prend sa source dans la commune de Capvern et s'écoule vers le nord. Il traverse la commune et se jette dans la Garonne à Saint-Léger, après avoir traversé 52 communes.
La Baisole, d'une longueur totale de 47,2 km, prend sa source dans la commune de Campistrous et s'écoule vers le nord. Il traverse la commune et se jette dans la Baïse à Saint-Michel, après avoir traversé 21 communes.

### Climat
Le climat est tempéré de type océanique, en raison de l'influence proche de l'océan Atlantique situé à peu près 150 km plus à l'ouest. La proximité des Pyrénées fait que la commune profite d'un effet de foehn, il peut aussi y neiger en hiver, même si cela reste inhabituel.
| Mois                              | jan.  | fév.  | mars  | avril | mai   | juin  | jui.  | août  | sep.  | oct.  | nov.  | déc.  | année   |
| --------------------------------- | ----- | ----- | ----- | ----- | ----- | ----- | ----- | ----- | ----- | ----- | ----- | ----- | ------- |
| Température minimale moyenne (°C) | 1     | 2     | 4     | 6     | 9     | 13    | 15    | 15    | 12    | 9     | 4     | 2     | 7,7     |
| Température moyenne (°C)          | 5,2   | 5,6   | 8,4   | 10,1  | 13,8  | 17,8  | 18,6  | 18,8  | 16,4  | 13,5  | 7,5   | 5,5   | 11,8    |
| Température maximale moyenne (°C) | 10    | 11    | 14    | 15    | 19    | 22    | 25    | 25    | 23    | 19    | 14    | 11    | 17,3    |
| Ensoleillement (h)                | 108,8 | 118,8 | 155,6 | 157,2 | 181,3 | 191,5 | 215,5 | 196,4 | 194,5 | 164,4 | 124,4 | 104,4 | 1 912,8 |
| Précipitations (mm)               | 98,6  | 63,3  | 99    | 108,2 | 137   | 87,1  | 72,6  | 70,5  | 69,5  | 81,9  | 101,4 | 97,4  | 1 086   |

### Milieux naturels et biodiversité

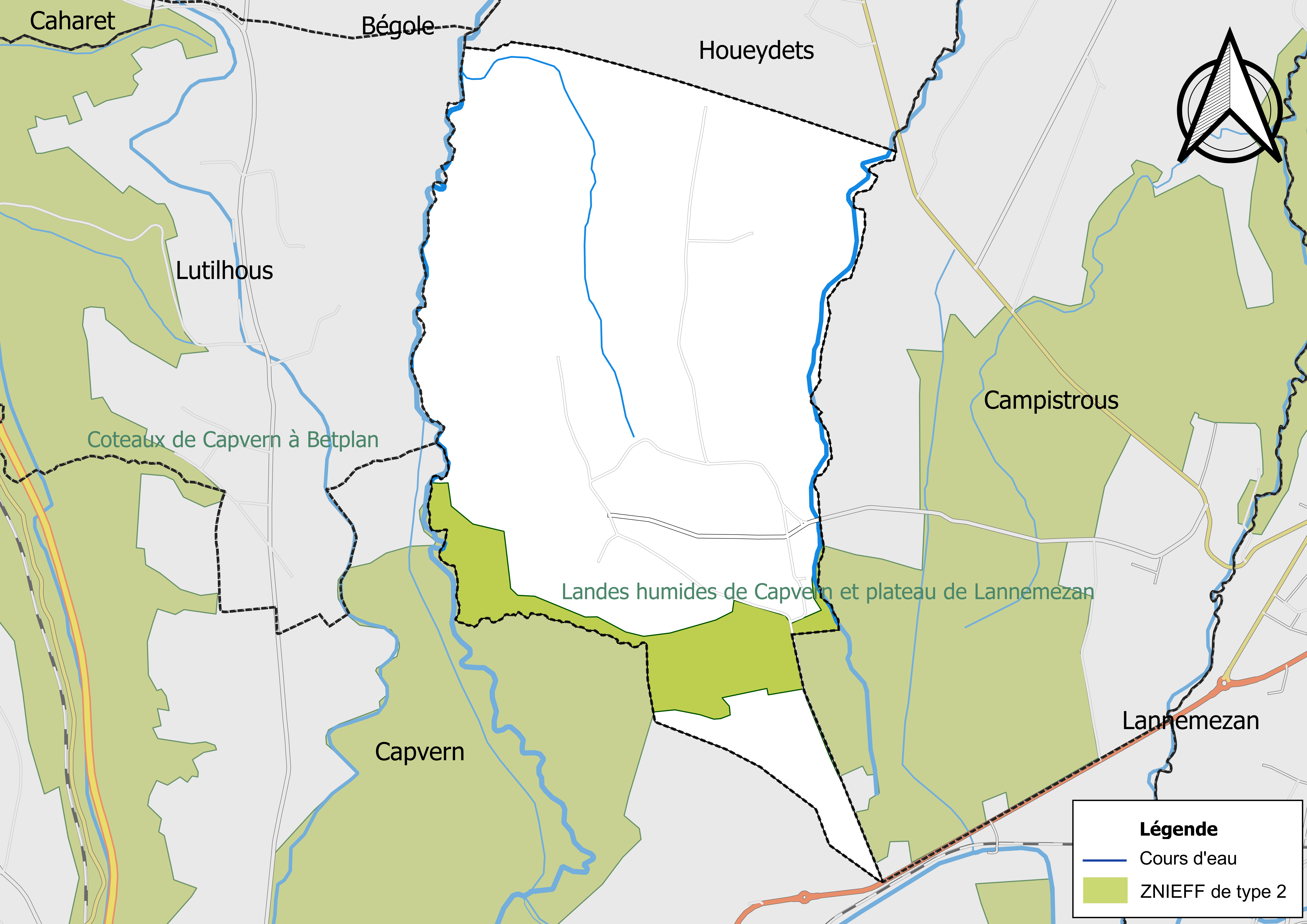
Carte de la ZNIEFF de type 2 localisée sur la commune.

L’inventaire des zones naturelles d'intérêt écologique, faunistique et floristique (ZNIEFF) a pour objectif de réaliser une couverture des zones les plus intéressantes sur le plan écologique, essentiellement dans la perspective d’améliorer la connaissance du patrimoine naturel national et de fournir aux différents décideurs un outil d’aide à la prise en compte de l’environnement dans l’aménagement du territoire.
Une ZNIEFF de type 2 est recensée sur la commune :
les « landes humides de Capvern et plateau de Lannemezan » (1 172 ha), couvrant 6 communes du département.

## Urbanisme

### Typologie
Au 1er janvier 2024, Lagrange est catégorisée commune rurale à habitat dispersé, selon la nouvelle grille communale de densité à sept niveaux définie par l'Insee en 2022.
Elle est située hors unité urbaine. Par ailleurs la commune fait partie de l'aire d'attraction de Lannemezan, dont elle est une commune de la couronne,. Cette aire, qui regroupe 65 communes, est catégorisée dans les aires de moins de 50 000 habitants,.

### Occupation des sols
L'occupation des sols de la commune, telle qu'elle ressort de la base de données européenne d’occupation biophysique des sols Corine Land Cover (CLC), est marquée par l'importance des territoires agricoles (76,6 % en 2018), une proportion identique à celle de 1990 (76,6 %). La répartition détaillée en 2018 est la suivante : 
zones agricoles hétérogènes (76,6 %), forêts (23,4 %).
L'IGN met par ailleurs à disposition un outil en ligne permettant de comparer l’évolution dans le temps de l’occupation des sols de la commune (ou de territoires à des échelles différentes). Plusieurs époques sont accessibles sous forme de cartes ou photos aériennes : la carte de Cassini (XVIIIe siècle), la carte d'état-major (1820-1866) et la période actuelle (1950 à aujourd'hui).

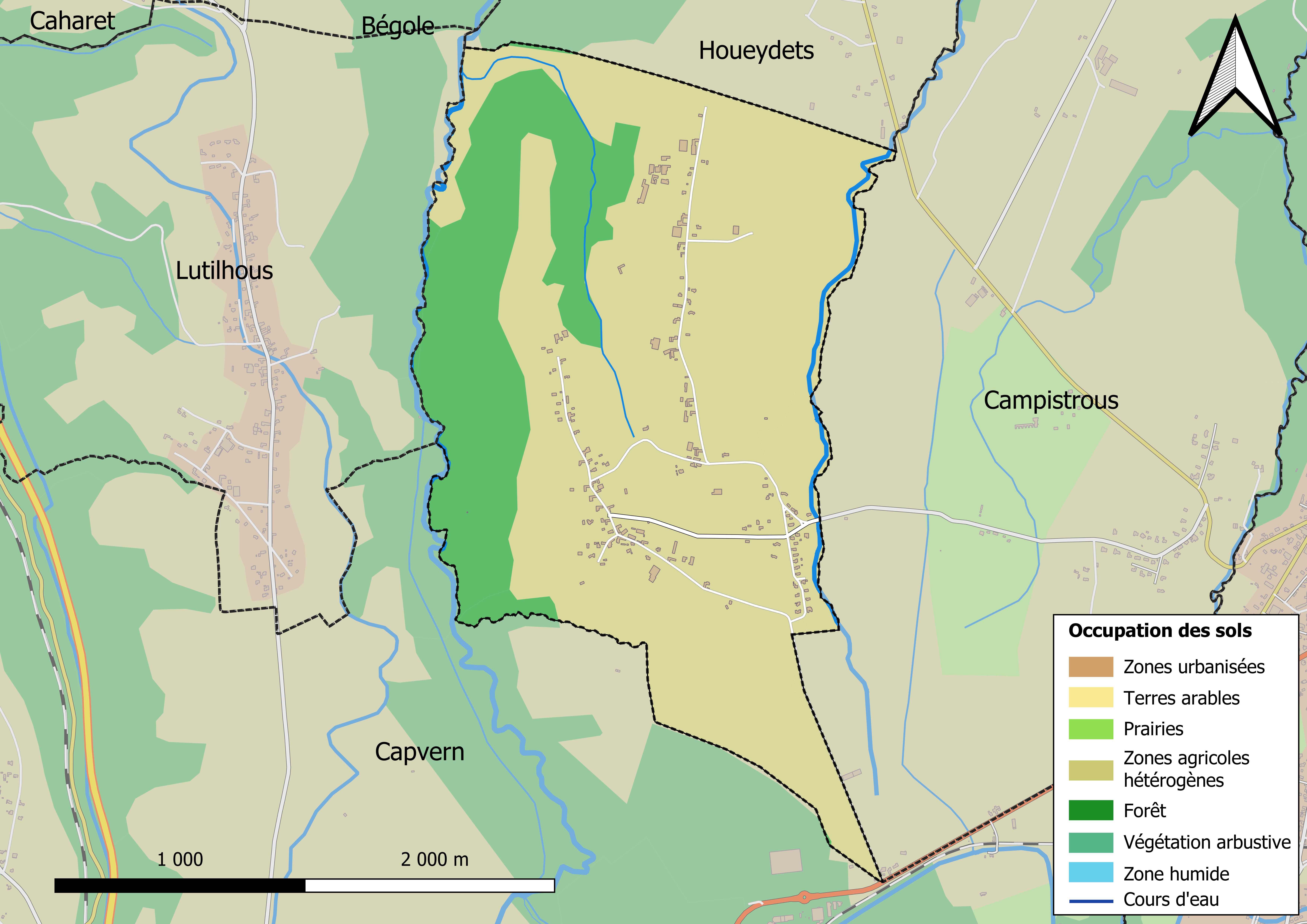
Carte des infrastructures et de l'occupation des sols en 2018 (CLC) de la commune.
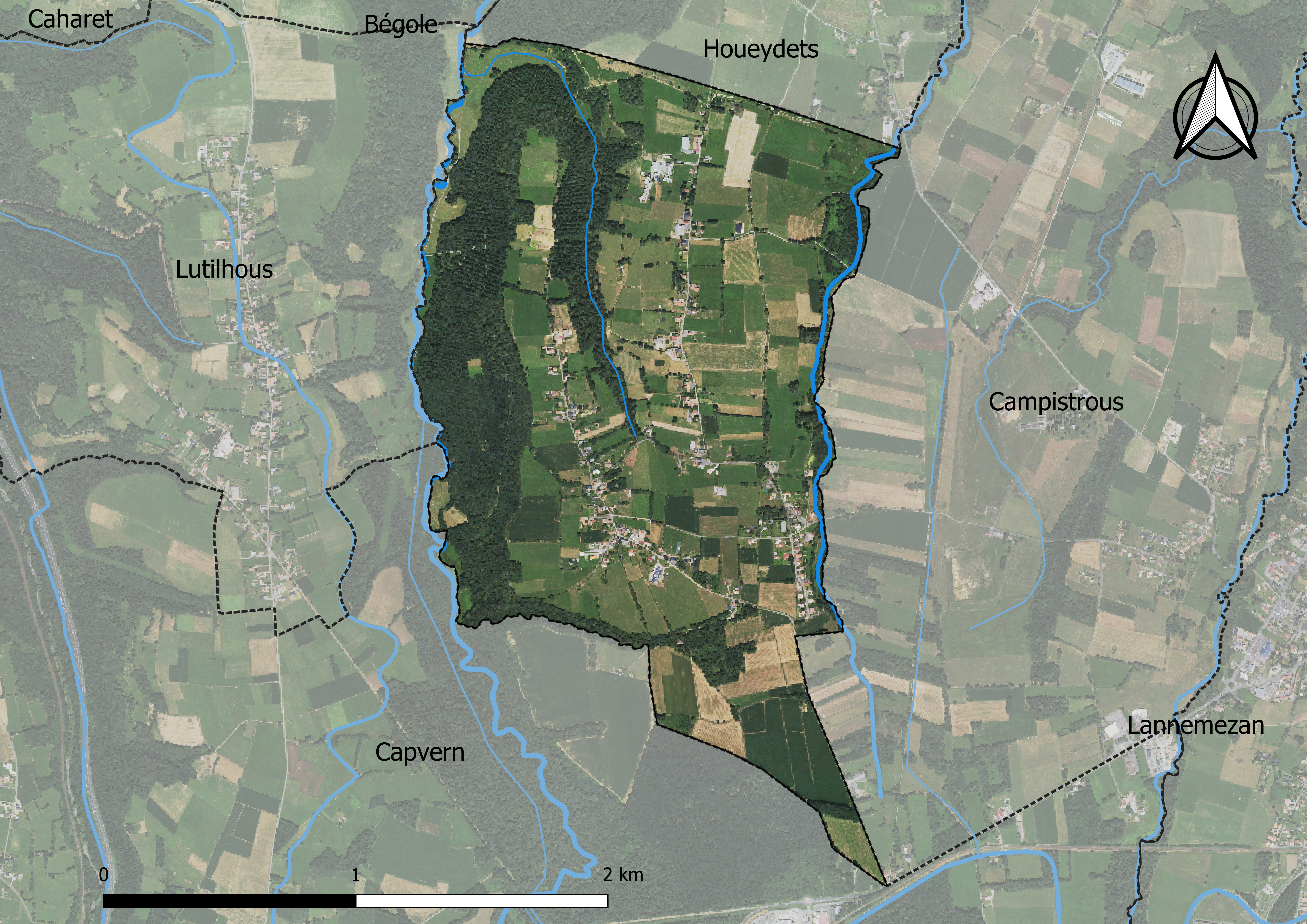
Carte orthophotogrammétrique de la commune.

### Logement
En 2012, le nombre total de logements dans la commune est de 110.
Parmi ces logements, 90.7  % sont des résidences principales, 4.6  % des résidences secondaires  4.6  %  des logements vacants.

### Voies de communication et transports

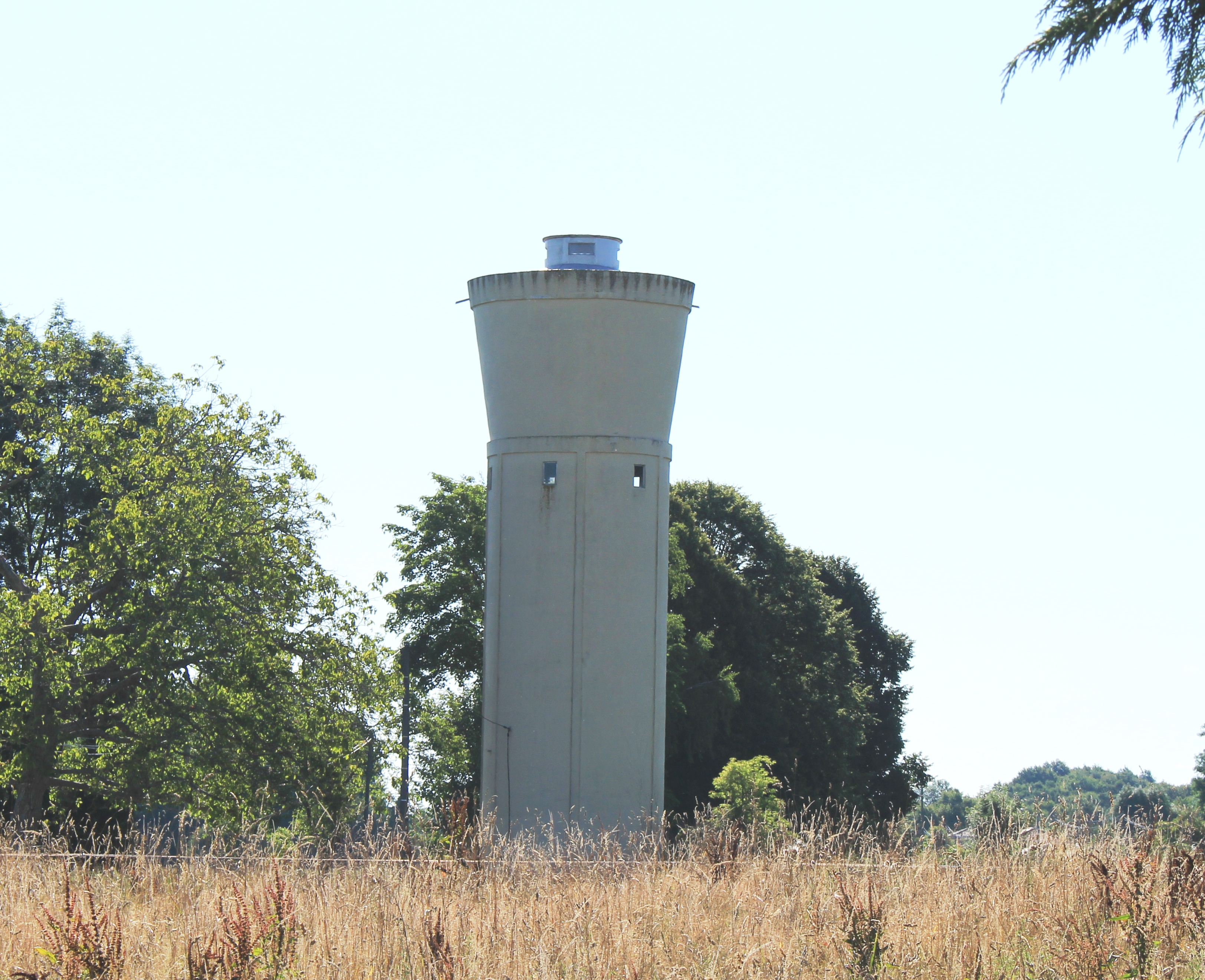
Le château d’eau en 2019.

## Toponymie

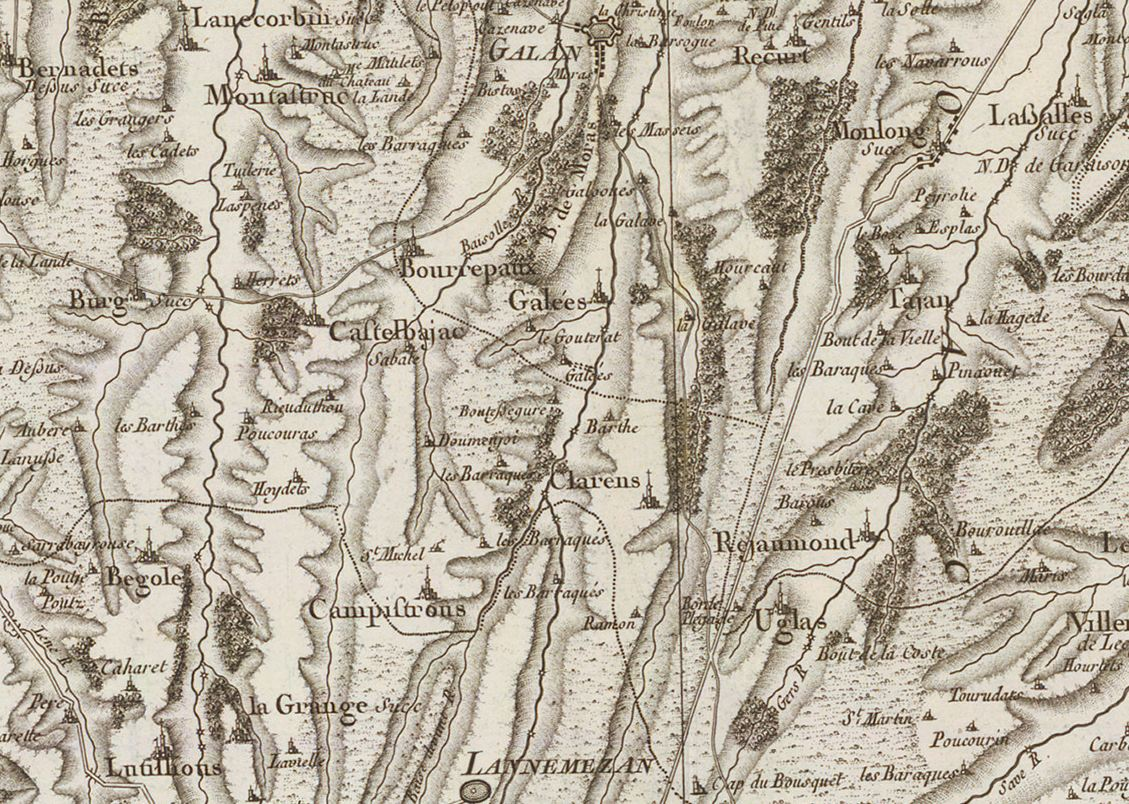
Extrait de la carte de Cassini (entre 1756 et 1789) situant Lagrange à l'ouest de Lannemezan

On trouvera les principales informations dans le Dictionnaire toponymique des communes des Hautes Pyrénées de Michel Grosclaude et Jean-François Le Nail qui rapporte les dénominations historiques du village :
Dénominations historiques :
- Lucualu, (1429, censier de Bigorre) ;
- Lagrange, (1685, registres paroissiaux) ;
- La Grange, (fin XVIIIe siècle, carte de Cassini).

Étymologie : du gascon granja (latin granica = grange, puis métairie, ferme, dépendance d’une exploitation, dépendance d’une abbaye).
Nom occitan : Era Granja.

## Histoire
La commune faisait partie de l'Arroustang.

### Cadastre napoléonien de Lagrange
Le plan cadastral napoléonien de Lagrange est consultable sur le site des archives départementales des Hautes-Pyrénées; mais aussi en mairie.

## Politique et administration

### Liste des maires

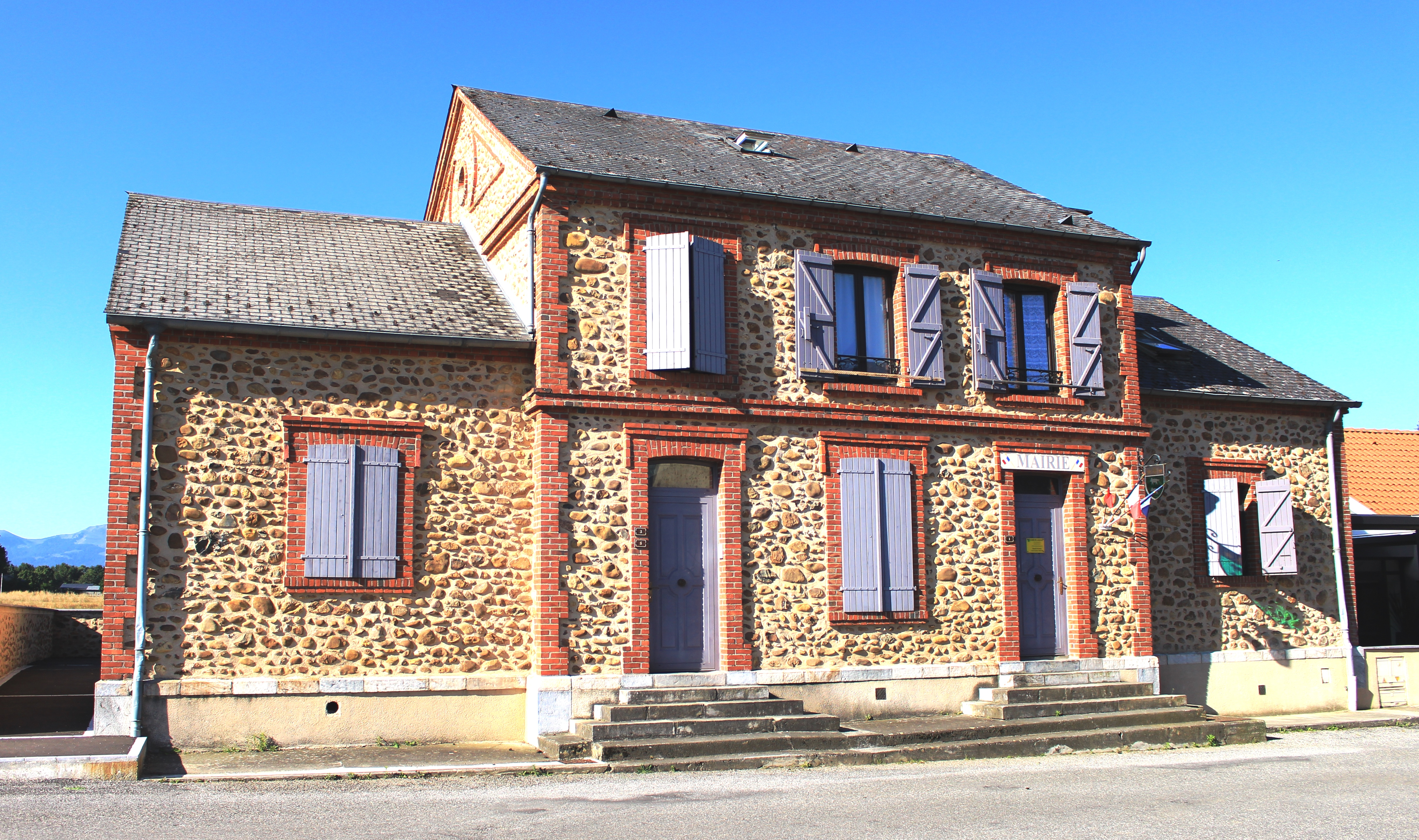
La mairie en 2019.

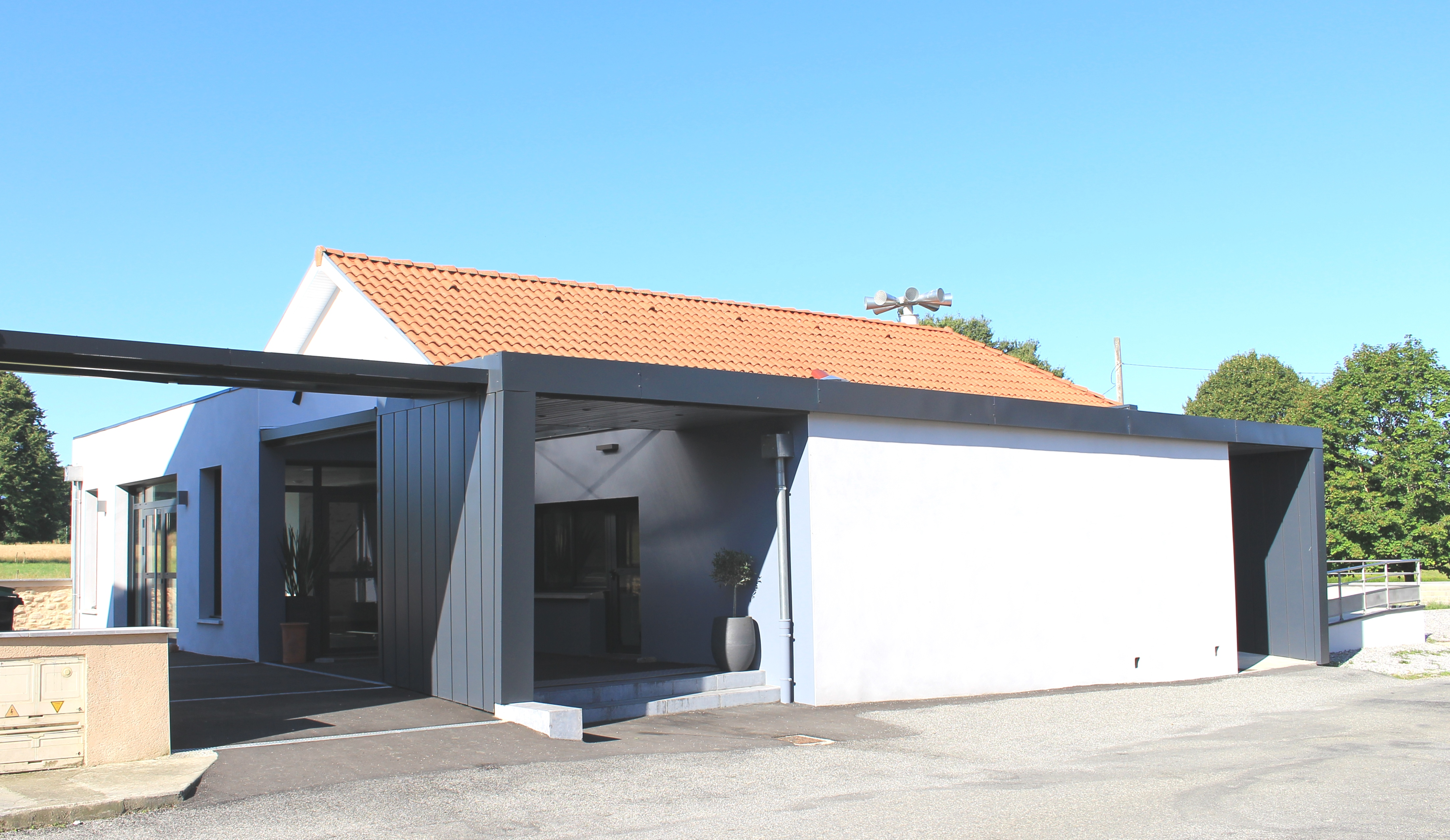
Le foyer rural en 2019.

| Période                                  | Période  | Identité         | Étiquette | Qualité |
| ---------------------------------------- | -------- | ---------------- | --------- | ------- |
| Les données manquantes sont à compléter. |          |                  |           |         |
| 1953                                     | 1953     | Émile Duffau     |           |         |
| 1953                                     | 1977     | Honoré Corrège   |           |         |
| mars 1977                                | 2002     | Paul Lahaille    | PS        |         |
| 2002                                     | En cours | Nathalie Salcuni | PS        |         |

### Rattachements administratifs et électoraux

#### Historique administratif
Sénéchaussée de Toulouse, élection d'Astarac de Nébouzan, châtellenie de Cassagnabère, canton de Lannemezan depuis 1790.

#### Intercommunalité
Lagrange appartient à la communauté de communes du Plateau de Lannemezan Neste-Baronnies-Baïses créée en janvier 2017 et qui réunit 57 communes.

## Population et société

### Démographie

#### Évolution démographique
| 1793 | 1800 | 1806 | 1821 | 1831 | 1836 | 1841 | 1846 | 1851 |
| ---- | ---- | ---- | ---- | ---- | ---- | ---- | ---- | ---- |
| 181  | 159  | 184  | 210  | 234  | 256  | 235  | 300  | 301  |

| 1856 | 1861 | 1866 | 1872 | 1876 | 1881 | 1886 | 1891 | 1896 |
| ---- | ---- | ---- | ---- | ---- | ---- | ---- | ---- | ---- |
| 319  | 335  | 291  | 321  | 300  | 277  | 236  | 240  | 228  |

| 1901 | 1906 | 1911 | 1921 | 1926 | 1931 | 1936 | 1946 | 1954 |
| ---- | ---- | ---- | ---- | ---- | ---- | ---- | ---- | ---- |
| 218  | 221  | 232  | 186  | 160  | 156  | 155  | 163  | 150  |

| 1962 | 1968 | 1975 | 1982 | 1990 | 1999 | 2006 | 2011 | 2016 |
| ---- | ---- | ---- | ---- | ---- | ---- | ---- | ---- | ---- |
| 146  | 140  | 133  | 172  | 196  | 217  | 217  | 226  | 225  |

| 2021 | 2022 | - | - | - | - | - | - | - |
| ---- | ---- | - | - | - | - | - | - | - |
| 248  | 255  | - | - | - | - | - | - | - |

### Enseignement
La commune dépend de l'académie de Toulouse. Elle ne dispose plus d'école en 2016 avec cependant plus de 229 habitants en 2016

## Économie

### Revenus
En 2018, la commune compte 99 ménages fiscaux, regroupant 237 personnes. La médiane du revenu disponible par unité de consommation est de 22 470 € (20 420 € dans le département).

### Emploi
|                | 2008  | 2013  | 2018  |
| -------------- | ----- | ----- | ----- |
| Commune        | 2,7 % | 1,9 % | 8,1 % |
| Département    | 7,7 % | 9,4 % | 9,8 % |
| France entière | 8,3 % | 10 %  | 10 %  |

En 2018, la population âgée de 15 à 64 ans s'élève à 151 personnes, parmi lesquelles on compte 74,3 % d'actifs (66,2 % ayant un emploi et 8,1 % de chômeurs) et 25,7 % d'inactifs,. Depuis 2008, le taux de chômage communal (au sens du recensement) des 15-64 ans est inférieur à celui de la France et du département.
La commune fait partie de la couronne de l'aire d'attraction de Lannemezan, du fait qu'au moins 15 % des actifs travaillent dans le pôle,. Elle compte 20 emplois en 2018, contre 18 en 2013 et 15 en 2008. Le nombre d'actifs ayant un emploi résidant dans la commune est de 101, soit un indicateur de concentration d'emploi de 20,2 % et un taux d'activité parmi les 15 ans ou plus de 57,2 %.
Sur ces 101 actifs de 15 ans ou plus ayant un emploi, 18 travaillent dans la commune, soit 18 % des habitants. Pour se rendre au travail, 90,9 % des habitants utilisent un véhicule personnel ou de fonction à quatre roues, 4 % les transports en commun et 5,1 % n'ont pas besoin de transport (travail au domicile).

## Culture locale et patrimoine

### Lieux et monuments

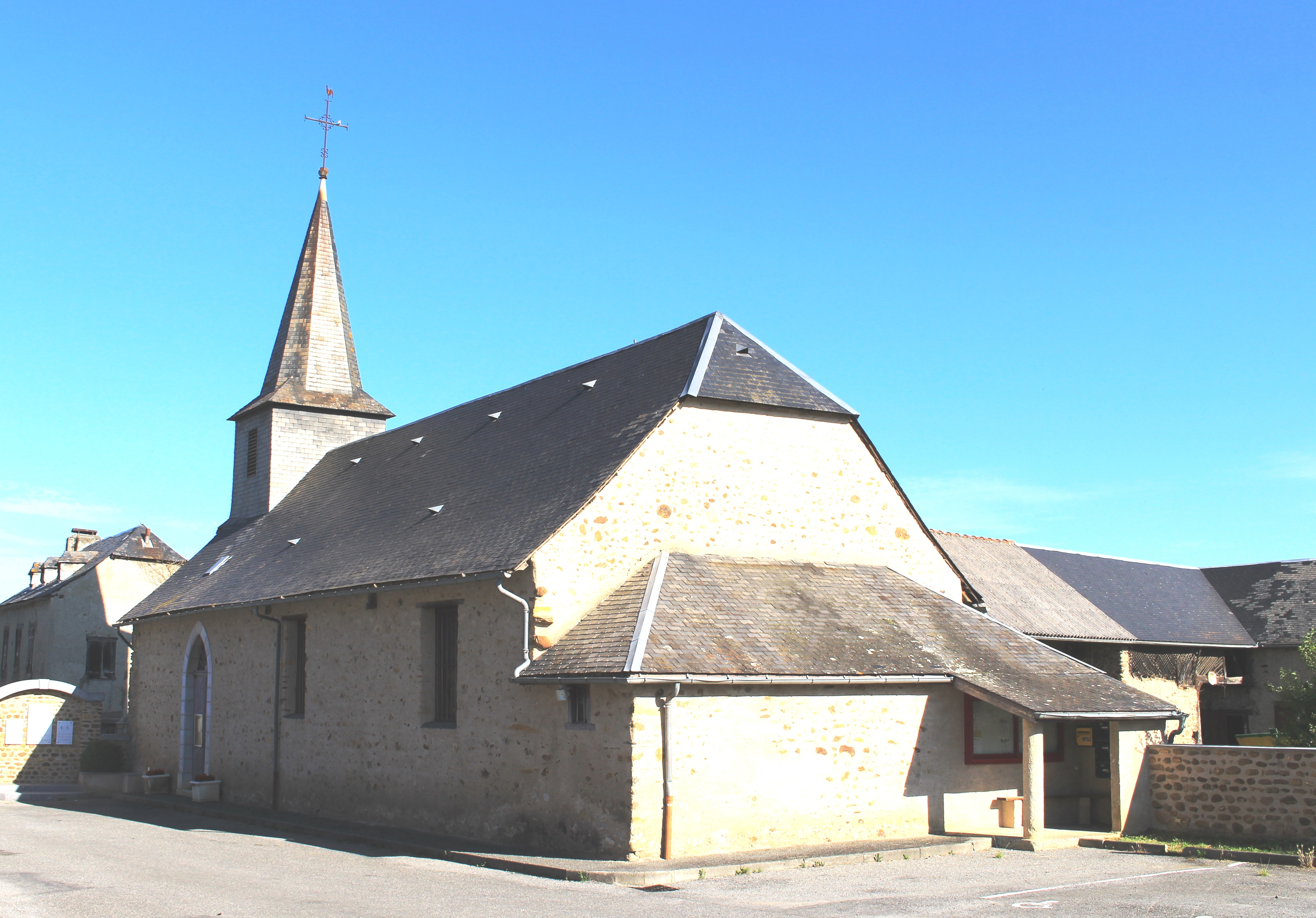
L'église de la Présentation-de-la-Sainte-Vierge en 2019.

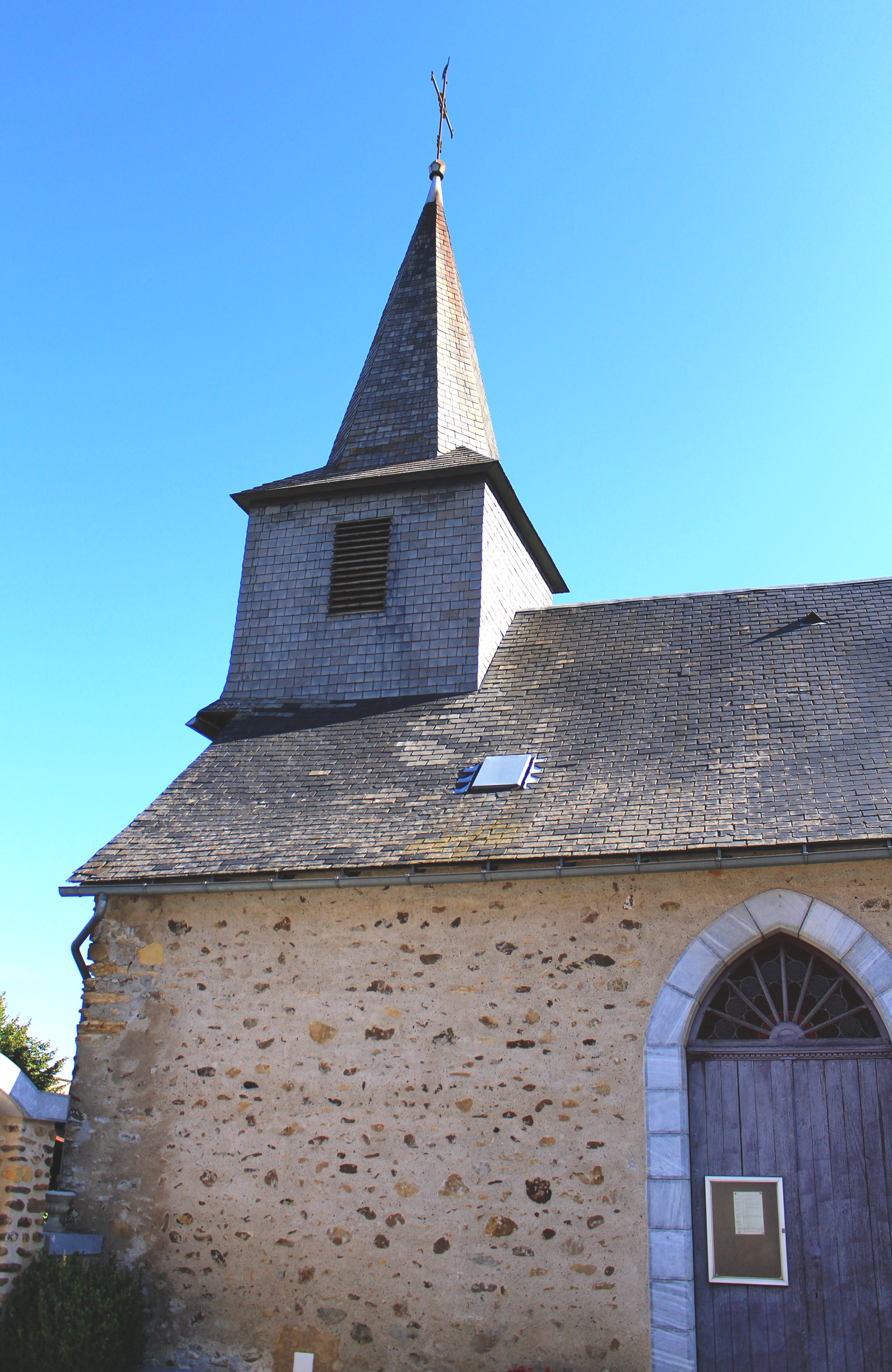
L'église.

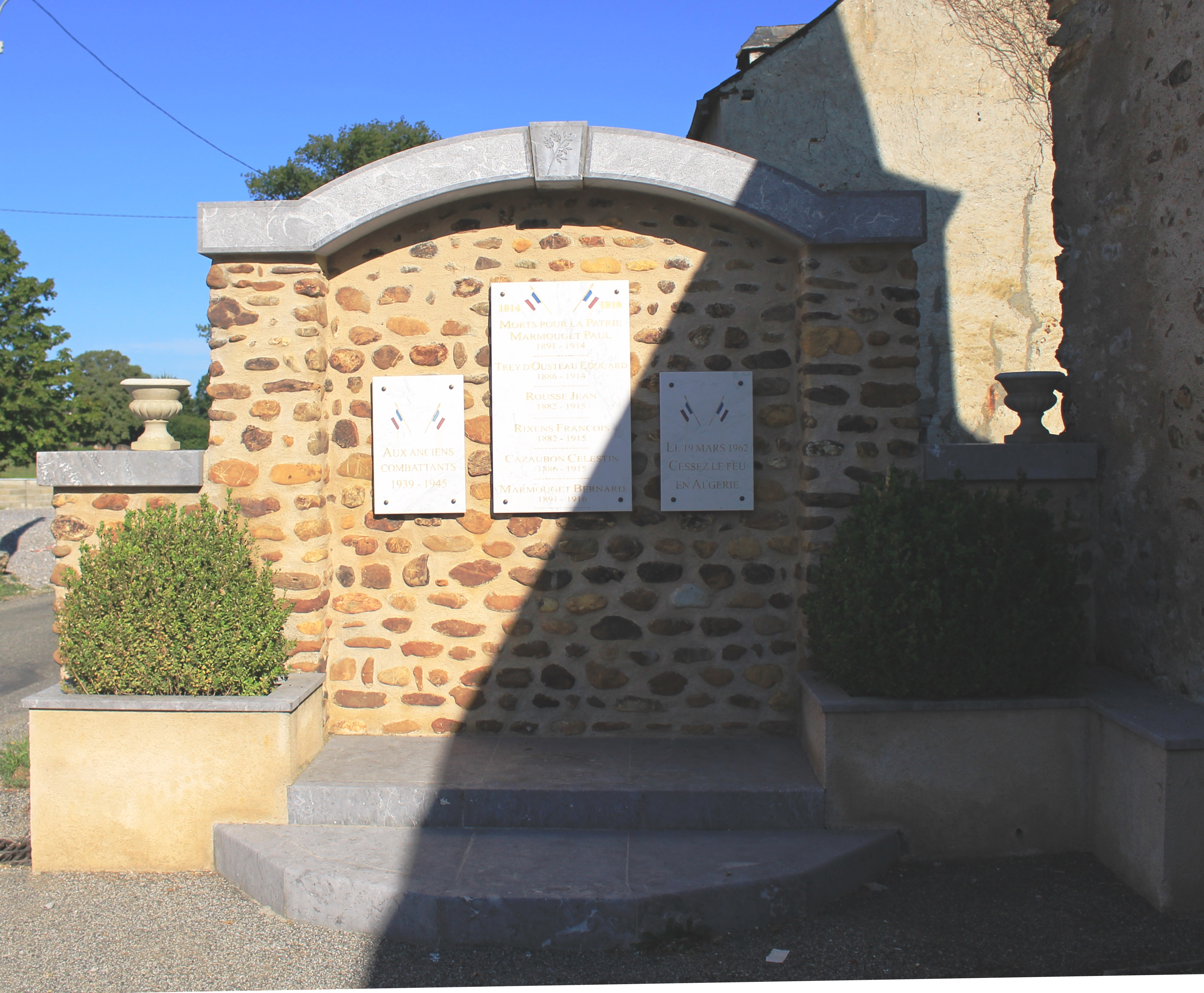
Le monument aux morts municipal.

- Église de la Présentation-de-la-Sainte-Vierge de Lagrange.

### Héraldique
| Blason | Blasonnement : De sinople aux deux renards cousus de sable, au chef d'azur chargé d'une croisette pattée d'or accostée de deux étoiles du même. |